# رودينيي مارسيلو
رودينيي مارسيلو دي ألميدا (بالبرتغالية: Rodinei Marcelo De Almeida‏) (29 يناير 1992 بتاتوي في البرازيل - ) هو لاعب كرة قدم برازيلي في مركزي الظهير والدفاع. لعب مع نادي أفاي لكرة القدم ونادي بونتي بريتا ونادي فلامنغو ونادي كورينثيانز وركريتيفو أتلتيكو كاتالانو ‏ ومارسيليو دياس البحري ‏ ونادي بينابولينيزي.

## وصلات خارجية
- رودينيي مارسيلو على موقع الاتحاد الأوربي (الإنجليزية)
- رودينيي مارسيلو على موقع قاعدة بيانات كرة القدم.إي يو (الإنجليزية)
- رودينيي مارسيلو على موقع ليكيب (الفرنسية)
- رودينيي مارسيلو على موقع Soccerway.com (الإنجليزية)
- رودينيي مارسيلو على موقع عالم كرة القدم.نت (الإنجليزية)
- رودينيي مارسيلو على موقع 365scores (الإنجليزية)